# Geprüfter Betriebswirt
Der Geprüfte Betriebswirt ist ein anerkannter Fortbildungsabschluss. Die englische Bezeichnung des Titels ist Master Professional of Business Management (CCI). Mit der Einführung des Master Professional erhalten Prüflinge seit dem 1. Januar 2020 den Titel Master Professional in Business Management.

## Berufsbild
Ziel der Prüfung ist der Nachweis der Qualifikation zum Geprüften Betriebswirt. Die Qualifikation umfasst die Befähigung, unternehmerisch kompetent, zielgerichtet und verantwortungsvoll Lösungen für betriebswirtschaftliche Problemstellungen der Unternehmen, insbesondere im Zusammenhang mit den Herausforderungen des internationalen Wettbewerbs entwickeln zu können und dabei die ökonomische, ökologische und soziale Dimension eines nachhaltigen Wirtschaftens zu berücksichtigen. Hierzu gehört, insbesondere nachfolgende Aufgaben ausüben zu können:
1. Unternehmensspezifische Strategiefelder erkennen und ausgestalten,
2. Normenbestimmte und finanzwirtschaftliche Rahmenbedingungen im Hinblick auf die Unternehmensstrategie bewerten,
3. Nationale und internationale Leistungsprozesse organisieren,
4. Unternehmensorganisation zur Sicherstellung der Leistungs- und Unternehmensprozesse unter Berücksichtigung der strategischen Vorgaben gestalten,
5. Planung, Steuerung und Überwachung von Unternehmensprozessen wahrnehmen.

## Zulassungsvoraussetzung
Für die Prüfungszulassung ist nötig:
- eine erfolgreich abgelegte Prüfung zum Fachwirt, Fachkaufmann oder zu einem vergleichbaren kaufmännischen Fortbildungsabschluss nach dem Berufsbildungsgesetz,
- eine erfolgreich abgelegte Prüfung nach der Handwerksordnung zum „Geprüften Kaufmännischen Fachwirt nach der Handwerksordnung“,
- ein Abschluss an einer auf eine Berufsausbildung aufbauenden kaufmännischen Fachschule und danach eine mindestens einjährige Berufspraxis oder
- ein wirtschaftswissenschaftlicher Diplom-, Master- oder Bachelorabschluss und danach eine mindestens einjährige Berufspraxis.

## Bildungsniveau
Der Deutsche Qualifikationsrahmen (DQR) ordnet den Geprüften Betriebswirt dem Niveau 7 zu und bewertet den Abschluss hinsichtlich seines Anspruchsniveaus damit als gleichwertig zum Master und Uni-Diplom.
Der DQR hat nur orientierenden Charakter und beeinflusst keine Hochschulzugangsregelungen. Exemplarisch bewertet die Universität Oldenburg den Abschluss im Verbund mit seinen vorausgesetzten Abschlüssen insgesamt wie ein dreisemestriges berufsbegleitendes Bachelor-Teilstudium.
Im Januar 2020 wurde für den geprüften Betriebswirt die Bezeichnung „Master professional in Business Management“ eingeführt.

## Weiterbildung
Der Geprüfte Betriebswirt ist derzeit die oberste Stufe des IHK-Aufstiegsfortbildungssystems und eine Weiterqualifizierung bei der IHK daher derzeit nicht verfügbar. Der deutsche Qualifikationsrahmen sieht ausdrücklich die Kompetenz zur „Entwicklung innovativer Lösungen und Verfahren in einem beruflichen Tätigkeitsfeld“ als Alternative zur Promotion vor und als gleichwertig zu dieser an, die IHKen bieten jedoch im Aufstiegsfortbildungssystem einen solchen „Innovativen Betriebswirt“ bzw. „Ph.D. professional“ derzeit nicht an.
Analog zum Fachwirt dient die DQR-Einstufung nur zur Orientierung, die Bewertung in den Zugangsregelungen der Hochschulen (allgemeine Hochschulzugangsberechtigung) ändert sich dadurch nicht. Somit ist eine Bewerbung auf ein Promotionsstudium oder auch in einen normalen Masterstudiengang nicht möglich, sondern nur der Einstieg in ein grundständiges Studium. Hochschulen rechnen den Geprüften Betriebswirt individuell an, üblicherweise bei Studiengängen der Betriebswirtschaftslehre, beispielsweise die Universität Oldenburg, die Fachhochschule Nürnberg und die FOM Hochschule.
Eine Ausnahme sind Masterstudiengänge der IHK Akademie Westerham in Zusammenarbeit mit der Donau-Universität Krems (DUK), die sich speziell an Absolventinnen und Absolventen auf der Weiterbildungsebene IHK Betriebswirt bzw. technischer Betriebswirt und Operative IT Professionals richten. Der Universitätslehrgang in Zusammenarbeit mit der DUK endet mit dem Abschluss Master of Science (MSc) – Management und IT, bzw. Master of Business Administration (MBA).
Alternativ ist ein Systemwechsel zum Betriebswirt (VWA) möglich, wobei nach Anrechnung des Betriebswirts nur noch ein Semester absolviert werden muss. Dieser Abschluss befindet sich jedoch auf Niveau 6 des DQR, ist nicht staatlich anerkannt und bewegt sich auf Fachschulniveau des Staatlich geprüften Betriebswirts.